# Korn III – Remember Who You Are
Korn III – Remember Who You Are (englisch für „Korn III – Erinnere dich wer du bist“) ist das neunte Studioalbum der US-amerikanischen Nu-Metal-Band Korn. Es erschien am 13. Juli 2010 bei Roadrunner Records. Das Album wurde in Viererbesetzung mit dem neuen Schlagzeuger Ray Luzier aufgenommen, der zuvor nur Live-Mitglied war.

## Entstehung
Korn arbeiteten wieder mit Ross Robinson zusammen, der bereits die ersten beiden Alben der Band produzierte. Der langjährige Schlagzeuger David Silveria hatte die Band während des Aufnahmeprozesses zum unbetitelten Vorgänger verlassen, für ihn wurde mit Ray Luzier nun eine feste Alternative gefunden. Das Album wurde im Gegensatz zu den Vorgängern unter geringerer Verwendung von Pro Tools eingespielt. Die Band beschrieb es als „roher“ als die vorherigen und als „old school“. Korn-Sänger Jonathan Davis sagte vorab, ein großer Teil des Albums beschäftige sich mit „organisierter Religion“. Nach einem ausgelaufenen Vertrag über zwei Alben mit Virgin Records wurde dieses Album bei Roadrunner Records herausgebracht. Der Titel bezieht sich darauf, dass die Band an die ersten beiden Alben Korn und Life Is Peachy anknüpfen will.

## Titelliste
1. Uber-time – 1:28
2. Oildale (Leave Me Alone) – 4:44
3. Pop a Pill – 4:00
4. Fear Is a Place to Live – 3:10
5. Move On – 3:48
6. Lead the Parade – 4:25
7. Let the Guilt Go – 3:57
8. The Past – 5:05
9. Never Around – 5:30
10. Are You Ready to Live? – 3:58
11. Holding All These Lies – 4:38
12. People Pleaser – 7:07 (Bonusstück, Special Edition CD/DVD)
13. Trapped Underneath the Stairs – 4:20 (Bonusstück, Special Edition CD/DVD)
14. Blind (Live) – 5:28 (Bonusstück, Special Edition CD/DVD)

Special Edition Bonus DVD
1. Oildale (Leave Me Alone) (In-Studio Version)
2. Pop a Pill (In-Studio Version)
3. Fear Is a Place to Live (In-Studio Version)
4. Move On (In-Studio Version)
5. Lead the Parade (In-Studio Version)
6. Let the Guilt Go (In-Studio Version)
7. The Past (In-Studio Version)
8. Never Around (In-Studio Version)
9. Are You Ready to Live? (In-Studio Version)
10. Holding All These Lies (In-Studio Version)

## Rezeption
Ronny Bittner verwies im Rock Hard darauf, dass sich die Band zwar der Energie der beiden ersten Platten bediene, aber, bezogen etwa auf die Refrains, durchaus auch an spätere Veröffentlichungen wie Issues anknüpfe. Er sprach von einem „gelungenen Comeback“ und vergab acht von zehn Punkten.